# Fragmento de una novela

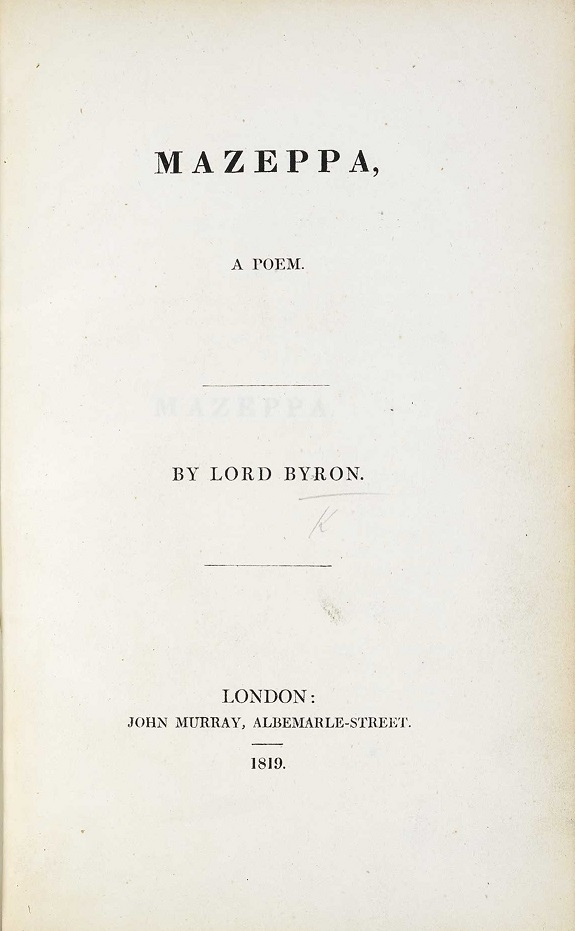
"Fragmento de una novela", publicado por primera vez en una recopilación junto con Mazeppa (John Murray, Londres), en 1819.

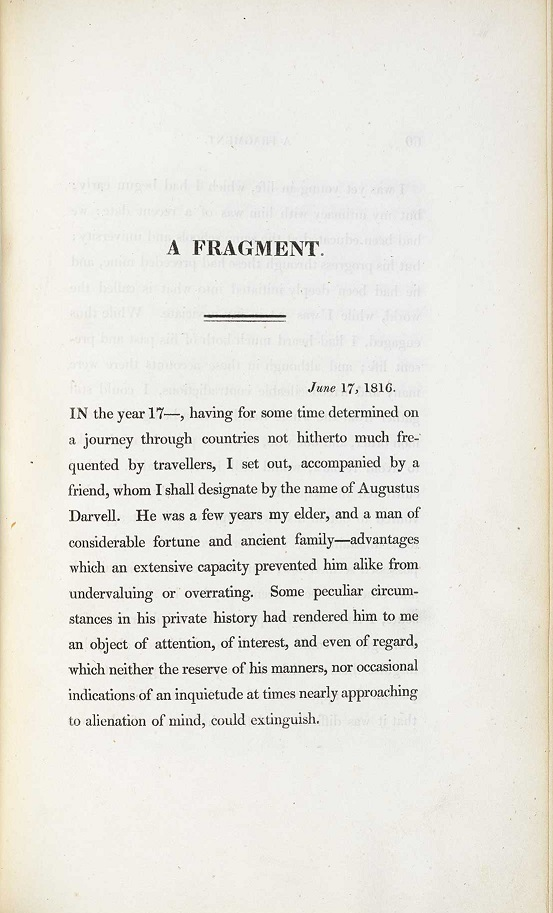
"Un Fragmento" como parte de la recopilación de Mazeppa.

"Fragmento de una novela" es un relato de terror de vampiros inacabado de 1819, escrito por Lord Byron. También conocido como "Un fragmento" y "El entierro: Un fragmento", fue uno de los primeros relatos en inglés que incluía el tema de los vampiros. El personaje principal era Augustus Darvell. John William Polidori basó su novela El vampiro (1819), que originalmente fue atribuida a Lord Byron al salir a la venta, en este fragmento escrito por Byron. El vampiro del relato de Polidori, Lord Ruthven, estaba inspirado en el propio Byron. El relato resultó del encuentro de Byron con Percy Bysshe Shelley en el verano de 1816, durante el que se propuso un concurso de "relatos de fantasmas". Este concurso fue también el que llevó a la creación de Frankenstein, según el "Prefacio" para la novela de Percy Bysshe Shelley de 1818. El relato es de importancia para el desarrollo y la evolución del relato de vampiros en la literatura inglesa, al ser uno de los primeros en presentar a un vampiro moderno capaz de ocultarse y funcionar en sociedad . El relato corto apareció, en un principio, con el título de "Un fragmento" en la recopilación editada en Londres por John Murray en 1819 de Mazeppa: Un poema.

## Argumento
El relato está escrito con forma epistolar, con la que el narrador relata los sucesos que han ocurrido en una carta. La carta está fechada el 17 de junio de 1816. El narrador se embarca en un viaje o "Gran Tour" hacia el este con un hombre anciano, Augustus Darvell. Durante el viaje, Darvell empieza a debilitarse físicamente ("más debilitado cada día"). Ambos llegan a un cementerio turco situado entre Esmirna y Éfeso, cerca de las columnas de Diana. Cerca de la muerte, Darvell pacta con el narrador no revelar su muerte inminente a nadie. Una cigüeña aparece en el cementerio con una serpiente en la boca. Muerto Darvell, el narrador se queda impactado al ver cómo su cara se vuelve negra y su cuerpo se descompone rápidamente.
"Me quedé impactado con esa repentina certeza, que no podía ser errada —su semblante, en pocos minutos, se volvió casi negro. Hubiera atribuido un cambio tan rápido al veneno, si no hubiera sido consciente de que no había tenido oportunidad de tomarlo sin que nadie se apercibiera."
Darvell es enterrado por el narrador en el cementerio turco. La reacción del narrador es estoica: "No lloraba". Según John Polidori, Byron tenía la intención de que Darvell reapareciera, vivo de nuevo, como vampiro; pero no terminó el relato. La explicación de Polidori sobre el relato de Byron en una carta a su editor en 1819 indica que "dependía para su interés de las circunstancias de dos amigos que se van de Inglaterra, y uno muere en Grecia, para ser encontrado por el otro a su regreso, vivo y haciendo el amor a su hermana". 

## Personajes principales
- El Narrador, relata la historia en una carta.
- Augustus Darvell, un hombre mayor rico.
- Suleiman, un jenízaro turco.

## Historia de la publicación
El cuento inacabado de Byron, también conocido como "Un fragmento" y "El entierro: un fragmento", fue adjuntado a Mazeppa por el editor John Murray en junio de 1819, en Londres, sin la aprobación de Byron. El 20 de marzo de 1820, Byron escribió a Murray: "I shall not allow you to play the tricks you did last year with the prose you post-scribed to 'Mazeppa,' which I sent to you not to be published, if not in a periodical paper, – and there you tacked it, without a word of explanation, and be damned to you."( No le permitiré hacer el truco que hizo el año pasado con la prosa que añadió a 'Mazeppa', que le mandé no para que se publicara, sino de manera periódica, –y allá que la añadió usted, sin una palabra a modo de explicación, y maldito sea)

## Byron y el vampirismo
Byron escribió respecto a su punto de vista sobre los vampiros y el vampirismo en sus notas del trabajo de 1813 El Giaour: Un fragmento de un cuento turco: 
The Vampire superstition is still general in the Levant. Honest Tournefort tells a long story about these 'Vroucolachas', as he calls them. The Romaic term is 'Vardoulacha'. I recollect a whole family being terrified by the scream of a child, which they imagined must proceed from such a visitation. The Greeks never mention the word without horror. I find that 'Broucolokas' is an old legitimate Hellenic appellation—the moderns, however, use the word I mention. The stories told in Hungary and Greece of these foul feeders are singular, and some of them most incredibly attested.

(La superstición del vampiro sigue siendo general en Levante. El honrado Tournefort va contando una larga historia sobre estos "vroucolachas", como él los llama. El término romaní es "Vardoulacha". Recuerdo a una familia entera aterrorizada por el grito de un niño, del que imaginaban que debía venir de semejante aparición. Los griegos nunca mencionan la palabra sin horror. Encuentro "broucolokas" un antiguo legítimo apelativo helénico –los modernos, no obstante, usan la palabra que he mencionado. Las historias que se cuentan en Hungría y Grecia sobre estos seres de dieta nauseabunda son singulares, y algunos de ellos están, increíblemente, confirmados.)
 En El Giaour, en los versos 757-768, se describe a un vampiro que regresa para destruir a su familia:
Pero primero, a la tierra, como un vampiro, enviado,
Tu cadáver de su sepulcro será arrancado:
En el lugar donde naciste, abominable, te aparecerás
Y la sangre de toda raza absorberás;
Allí, de tu hija, tu hermana, tu esposa,
A media noche, vaciarás el caudal vital;
Aunque forzosamente odiarás este festín
Tu lívido cadáver viviente habrás de alimentar
Todavía tus víctimas, antes de expirar,
En el demonio a su señor reconocerán,
Mientras te maldicen, mientras las maldices,
En el tallo tus flores se marchitarán.
No obstante, en una carta del 27 de abril de 1819, Byron negó tener interés alguno en los vampiros: "I have besides a personal dislike to 'Vampires,' and the little acquaintance I have with them would by no means induce me to reveal their secrets." (Siento, por lo demás, un disgusto personal hacia los "vampiros", y la escasa familiaridad que tengo con ellos no me induciría de ninguna manera a revelar sus secretos.)
Byron se consideraría el creador u origen de la concepción moderna del vampiro en la literatura como miembro importante de la sociedad.

## Concurso de relatos de fantasmas
El fragmento sobre vampiros fue producto del concurso de relatos de fantasmas que tuvo lugar en Génova, el 17 de junio de 1816, durante una estancia de Byron en la Villa Diodati con el escritor y médico John William Polidori. Sus huéspedes eran Percy Bysshe Shelley, Mary Godwin y Claire Clairmont. Mary recordó el concurso y la contribución de Byron en la introducción de Frankenstein de 1831:
'We will each write a ghost story,' said Lord Byron; and his proposition was acceded to. There were four of us. The noble author began a tale, a fragment of which he printed at the end of his poem of Mazeppa. ("Cada uno de nosotros escribirá una historia de fantasmas", dijo Lord Byron, y se accedió a su propuesta. Éramos cuatro. El noble autor empezó un relato, del cual publicó un fragmento al final de su poema sobre Mazeppa.Cada uno de nosotros escribirá una historia de fantasmas", dijo Lord Byron, y accedimos a su propuesta. Éramos cuatro. El noble autor empezó un relato, del cual publicó un fragmento al final de su poema sobre Mazeppa)
 En el prefacio de Frankenstein de 1818, Percy Bysshe Shelley describió el concurso con Lord Byron y John Polidori:
 Two other friends (a tale from the pen of one of whom would be far more acceptable to the public than anything I can ever hope to produce) and myself agreed to write each a story, founded on some supernatural occurrence. (Otros dos amigos (un cuento procedente de la pluma de uno de ellos sería mucho más aceptable para el público que nada que yo pueda tener la esperanza de producir) y yo mismo estuvimos de acuerdo con escribir cada uno un relato, fundado en algún incidente sobrenatural.